# Шаналь, Франсуа Виктор Адольф де
Франсуа Виктор Адольф де Шаналь (фр. François Victor Adolphe de Chanal; 20 июня 1811, Париж — 21 марта 1882, Нёйи-сюр-Сен) — французский военачальник, генерал, политик и писатель
.

## Биография
Сын главы канцелярии в Генеральном управлении Двором Императора. Окончил Политехническую школу в Париже.
С 1835 года служил артиллерийским подпоручиком в армии, с 1841 года – капитаном. Командир эскадроном в 1854 г., подполковник – в 1860 г. В 1862 г. был направлен в Северную Америку, был наблюдателем и принимал участие в сражениях Гражданской войны США.
В Потомакской армии подружился с генералом У. Грантом, будущим президентом Соединенных Штатов. 
Вернувшись во Францию, написал исследование об организации армии Соединенных Штатов «Armée américaine pendant la guerre de sécession» (Париж, 1872), которое много раз служило справочным материалом для американского Конгресса.
В 1866 г. получил звание полковника. Участвовал во франко-прусской кампании 1870 г..  Служил в генеральном штаб в осаждённом Париже. Бригадный генерал с января 1871 г., вышел в отставку в 1873 г.
В 1848 году был префектом департамента Верхние Альпы, в 1848-1849 г. – префект департамента Гара, в 1849-1850 г. – префект департамента Нижнего Рейна, в 1851 г. – префект Эна.
В 1876 и 1877 гг.  избирался в палату депутатов Франции, где примкнул к республиканской левой.